# Bematistes insularis
Bematistes insularis är en fjärilsart som beskrevs av Aurivillius 1910. Bematistes insularis ingår i släktet Bematistes och familjen praktfjärilar. Inga underarter finns listade i Catalogue of Life.